# Víctor Baldo
Víctor Fabián Baldo (San Nicolás de los Arroyos, 4 marzo 1977) è un ex cestista argentino con cittadinanza italiana.

## Carriera
Con l'Argentina ha disputato i Campionati sudamericani del 2001.